# Гудович, Кирилл Иванович
Граф (1797) Кирилл Иванович Гудович (укр. Кирило Іванович Гудович; 18 (29) июня 1777 — 4 (16) декабря 1856) — крупный малороссийский помещик из рода Гудовичей, генерал-майор (с 03.03.1800).

## Биография
Родился 18 (29) июня 1777 года в семье фельдмаршала Ивана Гудовича и был назван в честь своего деда Кирилла Разумовского. При разделе имений с братом Андреем взял себе малороссийские имения, многие из которых некогда принадлежали его деду.
Получив военное образование, находился на службе прапорщиком Екатеринославского пехотного полка (1782). С 1798 года — подполковник кирасирского графа Салтыкова полка.
После ранней отставки в чине генерал-майора был помещиком Проскуровского уезда Подольской губернии, где ему принадлежали сёла Лезнёво и Заречье (ныне оба в составе города Хмельницкий), а также Иванковцы и Олешин (ныне в Хмельницкой области Украины). Кроме них, ему принадлежали сёла в Суражском уезде Черниговской губернии и местечко Сорочинцы Миргородского уезда Полтавской губернии (ныне Великие Сорочинцы Миргородского района Полтавской области Украины).
Умер 4 (16) декабря 1856 года, похоронен в Новодевичьем монастыре. 

## Семья
В браке с княжной Варварой Яковлевной Голицыной (1786—1857), сестрой генерал-лейтенанта Н. Я. Голицына, оставил потомство:
- Прасковья (1813—1877), замужем (с 23 сентября 1836 года)[3] за А. И. Пестелем.
- Наталья (1814—1883), жена Н. Е. Куликовского; их внук Н. А. Куликовский приходился зятем последнему русскому императору.
- Андрей (09.03.1816[4]— ?).
- Василий (1817—1892), поручик.
- Варвара (1823—?), в замужестве княгиня Баратова.